# USA's historie
Historikere er uenige om, hvornår USA's historie startede. I ældre skolebøger tager man udgangspunkt i Columbus' ankomst til kontinentet i 1492 og betoner den Europæiske kolonisering af Amerika. Andre bøger bruger tiden omkring år 1600 som udgangspunkt og lægger vægt på ekspansionen vestpå. I de seneste årtier er amerikanske skoler og universiteter gået tilbage i tiden for at medtage mere fra kolonitiden og meget mere om de oprindelige amerikaneres forhistorie.
Oprindelige folk levede i nutidens USA i årtusinder før, de europæiske kolonister begyndte at ankomme. Efter den Franske og indianske Krig vedtog det Britiske parlament uden koloniernes samtykke, Stamp Act 1765, der førte til udbruddet af den amerikanske uafhængighedskrig i 1775 og USA's uafhængighedserklæring i 1776. Patrioterne vandt, med storstilet militær og finansiel støtte fra franskmændene, uafhængighedskrigen. Fredsaftalen i 1783 gav USA landet øst for Mississippifloden (undtagen Florida og Canada). En stærk centralregering blev dannet med George Washington som præsident, da USA's forfatning i 1789 trådte i kraft. Amerikansk territorium udvidede sig vestover til Stillehavet.
I Nord blev Slaveriet afskaffet i 1804, mens det florerede i Syden det grundet stor international efterspørgsel på bomuld. Valget af Abraham Lincoln i 1860 førte til dannelsen i 1861 af Amerikas Konfødererede Stater og udbruddet af den Amerikanske Borgerkrig (1861-1865). Som følge af krigen blev nationen igen samlet, Syden forarmet og slaveriet afskaffet. I Rekonstruktionstiden fik slaverne juridiske rettigheder og stemmeret. Nationalregeringen blev styrket og var forpligtet til at beskytte borgernes individuelle rettigheder. I 1870'erne genvandt hvide demokrater magten i Syden og vedtog Jim Crow-lovene til opretholdelse af hvidt overherredømme.
En bølge af iværksætteri i Nordøst og Midtvesten samt millioner af indvandrerarbejderes og landmænds ankomst førte til, at USA omkring år 1900 udviklede sig til at blive verdens ledende industrimagt. Stor utilfredshed med korruption, ineffektivitet og traditionel politik nærede den Progressive Bevægelse (1890-1920), der spillede en vigtig rolle for reformer inden for industri, politik og sociale forhold, samt indførelsen af kvinders valgret og Spiritusforbuddet (ophævet i 1933) i 1920. USA, der oprindeligt var neutralt under Første Verdenskrig, erklærede i 1917 krig mod Tyskland og finansierede de allieredes sejr. Efter de brølende 1920'ere markerede Wall Street-krakket i 1929 starten på et den årti lange Store Depression. Franklin D. Roosevelt implementerede New Deal for at bringe USA ud af Depressionen. Efter angrebet på Pearl Habor i 1941 trådte USA ind i Anden Verdenskrig sammen med de allierede og besejrede aksemagterne.
USA og Sovjetunionen (USSR) udviklede sig efter Anden Verdenskrig til rivaliserende supermagter. USA og USSR konfronterede under den Kolde Krig hinanden indirekte i våbenkapløbet, rumkapløbet, stedfortræderkrige og propagandakampagner. I 1960'erne blev en ny bølge af sociale reformer vedtaget som følge af krav fra borgerrettighedsbevægelsen. Den Kolde Krig sluttede, da Sovjetunionen officielt blev opløst i 1991, hvilket efterladte USA som verdens eneste supermagt. Efter 11. september-angrebene, udført af Al-Qaeda i 2001, gik USA ind i Irak og Afghanistan. Den værste krise siden 1929 ramte i 2008 USA hårdt, og vækstraterne i 2010'erne forbliver lavere end normalt.

## Amerika før kolonitiden
Arkæologer mener, at det nuværende USA først blev befolket af mennesker, der vandrende fra Asien via Bering-landbroen for mellem 50.000 og 11.000 år siden Disse mennesker, blev det indfødte folk til at befolke Amerika, før de europæiske opdagelsesrejsendes ankomst i 1490'erne, kaldes nu for oprindelige amerikanere.
Før europæernes ankomst var Amerika hjemsted for mange blomstrende kulturer, inklusiv pueblokanerne (Anasazi) i sydvest og adena-kulturen i øst. Flere af disse samfund og fællesskaber skærpede hen over tiden praksissen med etablerede bosættelser, og voksede til store samfund med store og tæt befolkende områder. Agerbrug kendes i det østlige USA så tidligt som 2500 BC, baseret på domesticeringen af naturlig Almindelig Solsikke, græskar og gåsefod. Efterhånden blev de mexikanske afgrøder: majs og bælgfrugter tilpasset til de kortere somre i det Nordøstlige Amerika og afløste de oprindelige afgrøder.

## Kolonitidens Amerika (1497-1776)
Kolonitidens Amerika blev defineret af pågående kampe med de indfødte amerikanerne, en alvorlig arbejdermangel, som førte til former for ufrivilligt arbejde som slaveri og kontraktfæstede tjenere, og en britisk politik af gunstig ligegyldighed, som tillod udviklingen af en amerikansk ånd og kultur, der var forskellig fra dens europæiske grundlæggeres.
England, Frankrig og Nederlandene begyndte at kolonisere Nordamerika sent i 1500-tallet. De første forsøg mislykkedes, men vellykkede kolonier blev snart etableret. Vidt forskellige sociale og religiøse grupper af kolonister slog sig ned i forskellige dele af landet langs kysten. Kvækerne i Pennsylvania, puritanere i New England, de guldtørstige bosættere i Jamestown og straffefangerne i Georgia kom til det nye kontinent af vidt forskellige årsager, og de skabte kolonier med lige så forskellige sociale, religiøse, politiske og økonomiske strukturer. I samme periode etablerede Frankrig sit eget koloniområde i Nordamerika, Ny Frankrig, der strakte sig over et større territorium end det engelske, men som samtidigt var tyndere befolket.
For at opsummere udviklingsområderne i kolonitidens Amerika anerkender historikerne fire regioner i det, der senere blev til det østlige USA. Listet fra nord til syd, var det New England, de midterste kolonier, Chesapeake Bay og de sydlige kolonier. Nogle historikere medregner en femte region, grænseområderne, som havde visse forenende særtræk, uanset hvilken koloni de udsprang fra.
Den franske og indianske krig i 1754-63 førte kolonierne tættere sammen, unge mænd blev sendt ud for at kæmpe og traf andre mænd fra andre kolonier. De kom fra forskellige baggrunde, men så også ligheder. Krigen gav kolonisterne oplæring i krigsføring, blandt andet officeren George Washington, og efter krigen forsøgte England at gøre sig gældende i regionen, efter at de tidligere havde ladet kolonierne køre sit eget løb. Dette førte kolonierne endnu tættere sammen, og de kom på kant med den britiske regeringen i sager som skatteudskrivning og repræsentation.

## Dannelsen af De Forenede Stater (1776-1789)
Det var i løbet af denne periode USA vandt sin uafhængighed fra Storbritannien med hjælp fra Frankrig i uafhængighedskrigen, og de oprindelige 13 kolonier etablerede sig som Amerikas Forenede Stater under Forbundsartiklerne.
Den 4. juli 1776, deklarerede den Anden Kontinentielle Kongres, under deres møde i Philadelphia, de Forende Staters uafhængighed i manifestet USA's uafhængighedserklæring, fortrinsvis forfattet af Thomas Jefferson. Selvom det siges at Marokko var det første land i verden, der officielt anerkendte USA som selvstændig nation i 1777, havde den hollandske guvernør Johannes de Graaff allerede saluteret det amerikanske krigsskib Andrew Doria med elleve kanoner, da det sejlede ind i Gallows bugten på St. Eustatius den 16. november 1776, med det nye amerikanske flag hejst. Holland blev dermed (de facto) den første stat, der anerkendte de Forenede Stater. Den marokkansk-amerikanske venskabstraktat er til stadighed USA's ældste, ubrudte venskabstraktat. Den har været i effekt siden den blev underskrevet af John Adams, Benjamin Franklin og Thomas Jefferson i 1783.
USA fejrer nationens dannelse den 4. juli 1776, da den Anden Kontinentielle Kongres, der repræsenterede de 13 kolonier vedtog uafhængighedserklæringen, som afviste britisk overhøjhed til fordel for selvbestemmelse. Regeringsstrukturen blev betydeligt ændret den 4. marts 1789, da staterne lod Forbundsartiklerne erstatte med Forfatningen for Amerikas Forenede Stater. Den nye regering afspejlede et radikalt skifte fra den retningsgivende regeringsstruktur, der favoriserede repræsentanter, en selvvalgt regering med en svag ledelse, i modsætning til den eksisterende monarkistiske struktur, der herskede i den vestlige verden på den tid. Det nye system byggede kraftigt på oplysningstidens ideer og klassisk vestlig filosofi, idet der blev lagt vægt på personlig frihed og på en begrænsning af regeringens magt gennem en opdeling af magten og et system af magtadskillelse.
Kolonisternes sejr i slaget ved Saratoga fik Frankrig til at indgå en åben alliance med USA. I 1781, lykkedes det for en kombineret amerikansk og fransk hær, med hjælp fra den franske flåde, at tilfangetage en stor britisk hær under ledelse af general Charles Cornwallis under belejringen af Yorktown. General Cornwallis' overgivelse betød, at briterne opgav at finde en militær løsning på deres amerikanske problem.
En serie af forsøg på at organisere en bevægelse, der skulle sammenfatte og gennemføre reformer, kulminerede med, at Kongressen indkaldte til Forfatningskonventet i 1787, som mødtes i Philadelphia, Pennsylvania.

## Vestlig ekspansion (1789–1849)
George Washington, en hæderkronet helt fra uafhængighedskrigen, øverstkommanderende af den kontinentale hær og præsident for forfatningskonventet, blev den første præsident for Amerikas Forenede Stater under den nye amerikanske forfatning. Whiskeyopstanden i 1794, da nybyggere i Monongahela floddalen i det vestlige Pennsylvania protesterede imod en føderal skat på spiritus og destillerede drikke, var den første store test af den nye føderale regering.
Louisiana Purchase, i 1803, gav de vestlige bønder adgang til den vigtige vandvej Mississippi-floden udgjorde, fjernede den franske tilstedeværelse fra USA's vestlige grænse og forsynede amerikanske nybyggere med et enormt potentiale for ekspansion. Lewis og Clark-ekspeditionen udforskede Missouri River samt kontinentet vest for Rocky Mountains og åbnede vejen for amerikanske pelskompagnier.
Som et svar på briternes fortsatte tvangsindskrivning af amerikanske sømænd til den britiske marine fik Madison Kongressen – ledet af sydlige og vestlige Jeffersonians – til at erklære Storbritannien krig i 1812. Krigen mellem USA og Storbritannien endte nogenlunde uafgjort efter bitre kampe, der varede indtil 8. januar 1815. Kampene endte officielt med underskrivelsen af Gent-traktaten, som resulterede en tilbagevenden til 'status quo ante bellum'; dog skete der det vigtige for USA, at briterne endte deres alliance med de indfødte indianere.
Monroe-doktrinen, fremlagt i 1823, bekendtgjorde, at USA mente, at europæiske lande skulle ophøre med deres kolonisering og indblanding i Amerika. Dette var et afgørende punkt i USA's udenrigspolitik. I 1825 anerkender flere indianerstammer ved Missouri River USA's overhøjhed ved at underskrive venskabs-traktater.
I 1830 vedtog Kongressen Indian Removal Act, der gav præsidenten mandat til at forhandle traktater, som byttede indianske stammeområder i de østlige stater for jord øst for Mississippi-floden. Dette muliggjorde, at Andrew Jackson, en militær helt og præsident, fremstod som en snedig tyran i forhold til den indfødte befolkning. Loven resulterede i, at indianerstammerne Chickasaw og Choctaw døde på vej mod vest, Creek-stammens voldelige opposition og endelige nederlag og Cherokee-Nationens overgang til landbrug og "civiliseret opførsel." Under Jacksons præsidentperiode blev cherokee'erne drevet væk fra deres jord – selv efter de havde haft succes med landbrug, handel og tilblivelsen af det første Nordamerikanske indianske skriftsprog. The Indian Removal Act medvirkede også direkte til overtagelsen af Spansk Florida og ledte i sidste ende til de mange Seminolekrige
Mexico nægtede at acceptere annekteringen af Texas i 1845, og en krig brød ud i 1846. USA, der brugte regulære tropper og et stort antal frivillige, vandt over Mexico, som havde en dårlig ledelse, få resurser og en uhensigtsmæssig opdelt kommandostruktur. Den offentlige stemning i USA var delt, da Whigs og anti-slave-kræfter var imod krigen. Ved freden i Guadalupe Hidalgo fik USA overdraget Californien, New Mexico og de omkringliggende områder.
I 1850 blev slaveproblemet i de nye territorier ordnet ved Kompromiset i 1850 forhandlet af Whig Henry Clay og demokraten Stephen Douglas.

## Borgerkrigsperioden (1849–1865)
I midten af 1800-tallet var de hvide amerikanere i de nordlige og sydlige stater ikke i stand til at bilægge deres fundamentale uenigheder omkring regeringsmagten, økonomien, samfundet og slaveriet af sorte. Abraham Lincoln blev valgt til præsident, Sydstaterne udtrådte og dannede Amerikas Konfødererede Stater, og den amerikanske borgerkrig brød ud og endte med Sydstaternes nederlag.
I 1854, ophævede den foreslåede Kansas-Nebraska Lov Missouri kompromiset ved at fastslå et nye stater, der blev optaget i Unionen, selv kunne bestemme dets forhold til slaveri. Efter valget af Abraham Lincoln til præsident udtrådte 11 sydstater fra unionen fra sent i 1860 til 1861 og oprettede en oprørsregering, Amerikas Konfødererede Stater, 9. februar 1861.
Borgerkrigen brød ud, da konføderationens general P.G.T. Beauregard åbende ild mod Fort Sumter. De beskød fortet, da det lå i en konføderatorisk stat. Sammen med den nordvestlige del af Virginia undlod fire af de fem nordligste "slavestater" at udtræde af Unionen og blev kendt som grænsestaterne. Indgydet med mod fra det andet slag ved Bull Run udførte Konføderationen sin første invasion i Nord, da general Robert E. Lee ledte 55.000 mænd fra Army of Northern Virginia over Potomac-floden ind i Maryland. Slaget ved Antietam den 17. september 1862 var det blodigste et-dags slag i den amerikanske historie.
I begyndelsen af 1864 udnævnte Lincoln general Ulysses S. Grant til hærfører af Unionens hær. General William Tecumseh Sherman marcherede fra Chattanooga til Atlanta og besejrede Konføderationens generaler Joseph E. Johnston og John Bell Hood. Shermans hær lagde omkring 20 % af Georgias gårde øde under hans berømte "March mod Havet" og nåede Atlanterhavet ved Savannah i december 1864. Lee overgav sig med sin hær fra "Nordlige Virginia" den 9. april 1865 ved Appomattox Court House.

## Genopbygning og industrialisering (1865–1918)
Efter borgerkrigen oplevede Amerika en accelererende industrialisering hovedsageligt i de nordlige stater. Imidlertid efterlod rekonstruktionstiden og dens fiasko de sydlige hvide amerikanere i en position med en solid kontrol over den sorte befolkning og nægtede dem adgang til borgerrettigheder og kunne holde dem fast i en lav levestandard både økonomisk, socialt og politisk.
Den føderale regerings politik, siden James Monroe, havde været at flytte de oprindelige befolkningsgrupper væk fra de hvides grænser og ind i såkaldte Indianerreservater. Stammer blev som regel tvunget ind i små reservater, når hvide bønder og ranchers overtog deres jorder. I 1876 udbrød den sidste Sioux-krig, da folk under Black Hills-guldfeberen trængte ind på deres territorium.
En hidtil uset bølge af immigranter hjalp både med at opbygge en stor arbejdsstyrke og med at danne de forskelligartede samfund i tidligere ubebyggede områder. En grov udnyttelse af arbejderne i industrien ledte ofte til en voldelig fremgang til arbejderbevægelsen i USA.
USA begyndte sin vej mod international magt i denne periode med en kraftigt voksende befolkning vækst i industrien og et større militært engagement udenlands, inklusiv den spansk-amerikanske krig, som begyndte, da USA beskyldte Spanien for at stå bag sænkningen USS Maine (ACR-1) uden nogen beviser.
Denne periode sluttede i 1917, da USA gik ind i 1. verdenskrig.

## Efter 1. verdenskrig og Depressionen (1918–1940)
Efter 1. verdenskrig udviklede USA sig til en økonomisk og militær supermagt. Chokket efter oktoberrevolutionen i Rusland resulterede i en stor frygt for kommunisme, som startede en tre årig kommunistsskræk.
Senatet ratificerede ikke Versailles-traktaten pålagt, af deres allierede partnere, på de besejrede Centralmagter; i stedet valgte USA at følge en kurs mod isolationisme.
I 1920 blev al fremstilling, salg, import og eksport af alkohol forbudt ved vedtagelsen af den 18. ændring af forfatningen. Forbudstiden sluttede i 1933.
I løbet af 1920'erne oplevede USA en periode med uligevægtig fremgang: landbrugspriser og lønninger faldt, mens den industrielle fortjeneste voksede. Det økonomisk opsving blev hjulpet frem af en stigning i gælden og et overophedet aktiemarked. Wall Street-krakket i 1929 og den efterfølgende depression ledte til regeringstiltag for at genstarte økonomien og hjælpe dens ofre bl.a. Roosevelts New Deal. Fremgang gik hurtigt igennem på alle områder på nær arbejdsløsheden, som forblev høj helt frem til 1940.

## Begyndelsen af Den Kolde Krig og borgerretsbevægelsen (1945–1964)
Efter 2. verdenskrig rejste USA sig som en af de to nye supermagter. Den 4. december 1945 godkendte det amerikanske senat USA's deltagelse i de Forenede Nationer (FN), der markerede en ny vej væk fra den traditionelle isolationisme og mod mere internationalt engagement. Efterkrigstiden i USA blev defineret internt af begyndelsen af den kolde krig, hvori USA og Sovjetunionen prøvede at udvide deres indflydelse på bekostning af den anden, men blev holdt i skak af hinandens massive arsenal af kernevåben og mutual assured destruction-doktrinen. Resultatet blev en serie af konflikter i perioden, eksempelvis Koreakrigen og den intense atomstyrkeprøve under Cubakrisen. Internt i USA betød den kolde krig en opblusning af skrækken for kommunister. Regeringens tilskyndede forskere inden for matematik og naturvidenskaben til at yde en indsats som støtte til USA's bestræbelser på at vinde rumkapløbet.
I årtierne efter 2. verdenskrig blev USA en dominerende global magtfaktor inden for økonomi, politik, militær, kultur og teknologi. Efter Sovjetunionens kollaps er USA den eneste supermagt. USA's magt er dog stadig begrænset af internationale aftaler, de politiske realiteter og militære og økonomiske begrænsninger.
John F. Kennedy blev valgt til præsident i 1960 og er den eneste katolik, der nogensinde har været USA's præsident. Kennedyerne bragte nyt liv og handlekraft til Det Hvide Hus. Under hans embedsperiode nåede den kolde krig sit højdepunkt med Cubakrisen i 1962. Kennedy blev snigmyrdet i Dallas, Texas, den 22. november 1963.
Sideløbende gennemførte det amerikanske folk deres vandring fra gårdene ind til byerne og oplevede en periode med vedvarende økonomisk ekspansion. På samme tid kom den institutionaliserede racisme over hele USA, og særligt i Syden, under pres fra den voksende borgerrettighedsbevægelse og afro-amerikanske ledere såsom Martin Luther King, Jr. I løbet af 1960'erne, blev Jim Crow-lovene, der legaliserede raceadskillelse mellem hvide og sorte, afskaffet.

## Den Kolde Krig (1964–1980)
Den kolde krig fortsatte gennem 1960'erne og 1970'erne. USA gik ind i Vietnamkrigen, hvis upopularitet betød opblomstringen af af allerede eksisterende sociale grupperinger, inklusiv kvindebevægelser, minoritetsgrupper og unge mennesker. Præsident Lyndon Johnsons sociale programmer, Great Society, og den retslige aktivisme under Earl Warren bidrog til den brede vifte af sociale reformer i 1960'erne og 70'erne. I denne periode sås også opblomstringen af kvindesagen og miljøorganisationener som politisk magtfaktorer og en forsat positiv udvikling mod bedre borgerlige rettigheder.
I de tidlige 1970'ere sluttede Johnsons efterfølger, præsident Richard Nixon, USA's engagement i Vietnamkrigen. Den amerikanske støttede sydvietnamesiske regering faldt hurtigt, da nordvietnamesiske hærstyrker trængte frem til Saigon. Krigen kostede 58.000 amerikanere og millioner af vietnamesere livet. Nixon selv led et vanærende nederlag og blev tvunget til at træde tilbage efter den politiske skandale senere kendt som Watergate. OPEC's olie embargo og stagnationen i den økonomiske vækst betød, at USA kom ind i en stagflations periode under præsident Jimmy Carter i slutningen af 1970'erne.

## Slutningen af Den Kolde Krig (1980–1991)
Ronald Reagan forårasagede en større omstilling i det politiske billede med hans jordskredssejre i præsidentvalgene i 1980 og 1984. Reagans koalition, i 1980, var blevet en mulighed som følge af demokraternes stemmetab i de fleste social-økonomiske grupper.
"Reagandemokrater" var etniske konservative, der som regel stemte demokratisk, men blev tiltrukket af Reagans politik, personlighed og lederskab, særligt hans sociale konservatisme og hårde kurs på udenrigspolitiken.
Der var ikke megen enighed på det udenrigspolitiske område; Demokraterne var indædte modstandere af præsidentens forsøg på at støtte contraerne i Nicaragua. Han anlagde en hård linje i forholdet til Sovjetunionen, hvilket foruroligende de demokrater, der ønskede et stop i atomoprustningen. Alligevel lykkedes det ham at øge landets militærbudget og lancere et nyt high-tech "Star Tech" missilforsvarssystem, som sovjetunionen ikke kunne matche. Da Michail Gorbatjov kom til magten i Sovjetunionen, blev mange af de konservative republikanere ængstlige over venskabet i mellem ham og Reagan. Gorbatjov prøvede at redde kommunismen i Rusland ved først og fremmest at få afsluttet det bekostelige våbenkapløb med USA ved i 1989 at opgive den Østeuropæiske blok, hvor lande som Østtyskland,Polen og Tjekkoslovakiet hidtil havde ageret som sovjetiske lydstater. Det kommunistiske styre kollapsede endeligt i 1991.

## 1991 og til i dag
Efter Sovjetunionens fald fremstod USA som verdens eneste tilbageværende supermagt og fortsatte med at involvere sig militært uden for landets grænser, inklusiv Golfkrigen i 1991. Efter hans valgsejr i 1992 stod præsident Bill Clinton for den længstvarende økonomiske ekspansion i amerikansk historie, en sideeffekt af den digitale revolution og nye forretningsmuligheder skabt af Internettet (se Dot com).
Ved begyndelsen af det nye årtusind blev USA angrebet af islamistiske terrorister, i terrorangrebet den 11. september 2001 på World Trade Center og Pentagon, ledet af Osama bin Laden. Et andet fly, Flight 93, styrtede ned i Pennsylvania tæt på en skov. Som modsvar begyndte regeringen under præsident George W. Bush militære aktioner (med hjælp fra NATO og international politisk opbakning). Den første af disse var invasionen af Afghanistan, der betød enden på det talibanske styre i landet. som havde støttet og givet husly til bin Laden. Mere kontroversielt var det næste skridt, i hvad præsident Bush kaldte Krigen mod terrorisme, nemlig invasionen af Irak og afsættelsen og tilfangetagelsen af Saddam Hussein i 2003. Denne anden invasion viste sig at være upopulær i en stor del af verden, selv blandt gamle USA-allierede som Frankrig og Tyskland, og hjalp til opblusningen af en antiamerikansk stemning.
Præsidentvalget i 2000 var et af de tætteste i amerikansk historie og skabte grobund for den senere politiske polarisation.
I august 2005 oversvømmede orkanen Katrina store dele af New Orleans og lagde andre områder af golfkysten øde, inklusiv massive ødelæggelser på kysten langs Mississippi. Regeringens forberedelser og reaktioner på orkanen og dens ødelæggelser blev skarpt kritiseret som værende ineffektiv og for langsom.